# すこ
すこは、福井県の特に奥越地域の郷土料理で、ヤツガシラの茎である赤ずいき（赤芋茎）の酢漬け。

## 概要
浄土真宗の開祖である親鸞の月命日に営まれる法要である報恩講の際に出される料理である。この赤ずいきを酢漬けにすることで鮮やかな赤色になり、以前から古い血をおろすものとしてよく食べられている。乾燥させることで長期間の保存食としても活用されている。